# Plaza Sur
Plaza Sur (ang. South Plaza) – wyspa w archipelagu Galapagos, należącym do Ekwadoru. Leży w centralnej części archipelagu.

## Warunki naturalne
Plaza Sur i Plaza Norte to dwie małe wysepki o wydłużonym, łukowatym kształcie, leżące w pobliżu znacznie większej wyspy Santa Cruz. Utworzyło je wyniesienie dna morskiego, związane z wulkanizmem w archipelagu. Zostały nazwane na cześć prezydenta Ekwadoru, generała Leonidasa Plaza. Plaza Sur to jedna z najmniejszych wysp archipelagu, którą mogą odwiedzać turyści; Plaza Norte jest dostępna wyłącznie dla badaczy.

## Fauna i flora
Na Plaza Sur występują ptaki morskie, w tym faeton białosterny i mewa widłosterna. Wyspę zamieszkuje około 1000 uszanek galapagoskich. Występuje tu także duża kolonia legwanów lądowych, które na tej wyspie osiągają szczególnie małe rozmiary. Zdarza się, że krzyżują się tu z legwanami morskimi. Rosną na niej drzewiaste opuncje, którymi żywią się legwany; spadek ich liczebności jest wiązany z zawleczeniem przez ludzi na wyspę myszy domowych, które zostały wytępione w 2012 roku. Występują tu także sukulenty Sesuvium microphyllum, które w porze deszczowej są jasnozielone, a w porze suchej zmieniają barwę na czerwoną, pomarańczową i purpurową.